# 博鳌镇
博鳌镇，是海南省琼海市的一个镇。面积约31平方公里。位于琼海市东部海滨，万泉河入海口。东临南海、南与万宁市交界，西与琼海市朝阳乡、上甬乡相邻，北与潭门镇接壤。距离琼海市嘉积镇17公里、海口市105公里、三亚市180公里。为半渔半农集镇。是国际会议组织——博鳌亚洲論壇永久性会址所在地。2019年被评为中国文化百强镇。

## 行政区划
博鳌镇下辖以下地区：
东海村、东屿村、朝烈村、珠联村、田埇村、博敖村、古调村、指母村、海燕村、中南村、仰大村、乐城村、莫村、培兰村、沙美村、北山村和北岸村。